# Parategastes caprinus
Parategastes caprinus är en kräftdjursart som beskrevs av Wellenhaus 1970. Parategastes caprinus ingår i släktet Parategastes och familjen Tegastidae. Inga underarter finns listade i Catalogue of Life.